# Loles Salvador
Loles Salvador Pascual (Valencia, 1938-Valencia, 26 de julio de 2021) fue una cocinera española, fundadora del grupo La Sucursal y pionera dentro de la gastronomía profesional de la Comunidad Valenciana. En 1981 consiguió la primera estrella Michelin de un restaurante de Valencia en Ma Cuina.

## Biografía
Salvador Pascual ha pasado 40 años cocinando y su pasión por cocinar se la ha transmitido a sus ocho hijos. Muchos de ellos se dedicaron a la hostelería y se han hecho cargo de la empresa familiar tras su jubilación. Javier dirige el grupo familiar de restaurantes, además de asesorar a la Cité Internationale de la Gastronomie de Lyon, sus dos hermanas Miriam y Cristina, la primera está frente a los fogones de La Surcusal mientras que la segunda dirige la sala. Jorge es el cocinero en Vertical y Manuel es el encargado de seleccionar los productos que se consumen en todos los restaurantes cuidando que sean de proximidad.

### Trayectoria profesional
En 1958 trabajaba en un puesto de verduras junto a su marido en el Mercado Central de Valencia y los productos que veía cada día en el mercado la animaron a ponerse frente a los fogones del bar del polideportivo de Catarroja. Tras terminar su jornada laboral cada día asistía a clases de cocina para formarse como cocinera. Más tarde, en 1981 comenzó a cocinar en Ma Cuina, donde logró la primera estrella Michelin de un restaurante de Valencia, que funcionó desde 1981 hasta 1991. Fundó su propio restaurante en 1986, La Sal, en la calle Conde Altea para después en 1991 hacerse cargo del restaurante del Instituto Valenciano de Arte Moderno (IVAM) con el que lograría una nueva estrella Michelin.
En 1995 estableció junto a su familia La Sucursal, también en Valencia, la empresa familiar que gestiona cuatro restaurantes “La Sucursal” (con una estrella Michelin y dos soles Repsol), “Vertical” (una estrella Michelin y dos soles Repsol), “Coloniales Huerta” (un sol Repsol) y “La Marítima” en la Marina Real de Valencia. A los 65 años Salvador se jubiló y se mudó para estar rodeada de montaña y naturaleza a Rincón de Ademuz.
Salvador Pascual murió el 26 de julio de 2021 a los 82 años por un accidente cardiovascular.

## Premios y reconocimientos
- En 2019 Galardón de AMSELD para reconocer toda la Trayectoria Profesional y Solidaria[9]
- En 2018 Premios Levante-EMV Prensa Ibérica 2018[10]
- En 1984 estrella Michelín con la cocina de Ma Cuina[11]
- En 1991 estrella Michelín con la cocina del restaurante del Instituto Valenciano de Arte Moderno.[11]